# 日月警備保障
日月警備保障株式会社（にちげつけいびほしょう）は、日本の警備会社。

## 概要
現会長の濱野守成が昭和40年2月に創業した警備会社。輸送警備(貴重品輸送警備)・機械警備・常駐警備(施設警備)・交通誘導警備などを提供している。警備のほかに、対人保証10億円、対物保証10億円を限度とする事故保証をし、二重の保障をしている。
支社が東京（神田須田町）・千葉（松戸）・埼玉（深谷）に、営業所が立川・柏・多摩に、機械警備システムの日月T・R・Gセンターが飯田橋にある。

## 業務内容
- 機械警備業務 - 24時間の遠隔警備
- 常駐警備業務 - 会社・商業施設等でのガードマン
- 特別警備業務 - イベント等での警備(雑踏警備含む)
- 保安警備業務 - 商業施設等での巡回等
- 交通誘導警備業務 - 工事現場での交通誘導。子会社のゼネラル警備が担当
- 清掃業務 - オフィス等での清掃作業

## 被害
- 2003年、多摩地区の各郵便局から現金を収集し東京中央郵便局へ輸送する3日の間、現金を積んだままの現金輸送車を新宿区内の駐車場に止めておいたため、車中から約1億5000万円が盗まれる窃盗事件の被害にあった。
- 2008年12月13日午前10時頃、杉並区のJR阿佐ケ谷駅前の路上パーキングに駐車中の現金輸送車から、約6900万円が盗まれる窃盗事件の被害にあった。
- 2011年5月12日、立川営業所から約6億400万円が強奪される強盗事件の被害にあった。日月警備保障は現金輸送部門の売上げの大半は郵便局会社からのものであったが、この事件を受けて郵便局会社との契約が解除された。6月17日時点での朝日新聞の取材に対し、同社は「郵便局側から被害額の特定に至った根拠が示されない」という理由で損害金の支払いを行っていない[1]。7月15日に東京都公安委員会は日月警備保障に対し東京都内での営業を21日間停止する処分を決定した[2]。この処分を受けて、同社は輸送警備業務から撤退する意向を示した[3]。

## 関連会社
- 日月警備保障栃木株式会社
- ゼネラル警備株式会社